# Gali
Pour la municipalité, voir Gali (municipalité).
Pour les articles ayant des titres homophones, voir Galli, Galy et Gally.

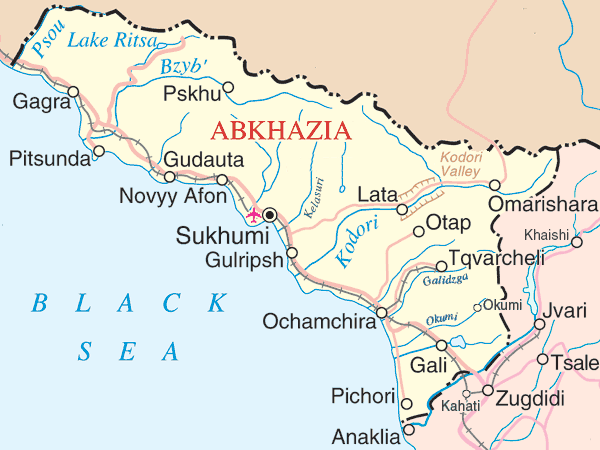
Carte de l'Abkhazie avec la position de Gali

Gali (en géorgien : გალი, en abkhaze : Гал) est un village d'Abkhazie situé à 77 km au sud-est de Soukhoumi.

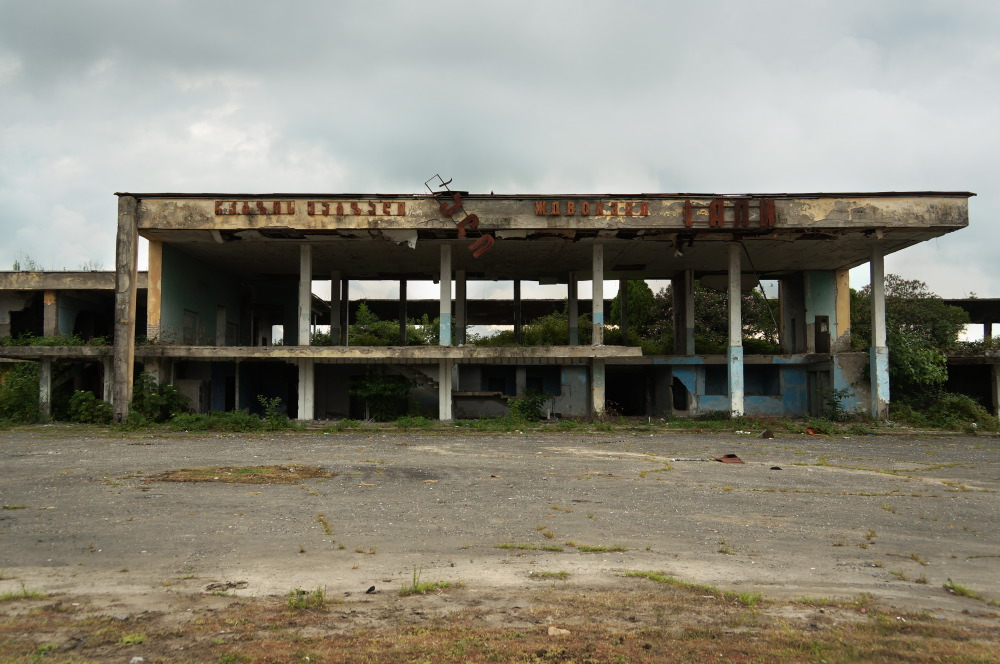
Gali, Abkhazie